# Jorge Pérez (Radsportler, 1951)
Jorge Antonio Pérez Castro (* 14. Oktober 1951 in Guane) ist ein ehemaliger kubanischer Radrennfahrer.

## Sportliche Laufbahn
Pérez war im Straßenradsport aktiv. Er war Teilnehmer der Olympischen Sommerspiele 1976 in Montreal. Im olympischen Straßenrennen war er ausgeschieden.
Bei der Kuba-Rundfahrt gewann Pérez 1981 die Gesamtwertung vor Cristóbal Pérez aus Kolumbien, nachdem er 1979 (hinter Carlos Cardet) und 1980 (hinter Aldo Arencibia) Zweiter geworden war. 1974 kam er auf den 7. Platz, 1977 auf den 6. Platz, 1978 auf den 4. Rang. 1979 holte er in der Vuelta a Colombia einen Etappensieg. In der Vuelta al Táchira gelang ihm dies 1982. Bei den Panamerikanischen Meisterschaften 1974 wurde er Achter im Straßenrennen.
Pérez startete fünfmal bei der Internationalen Friedensfahrt. 1975 wurde er 63., 1976 27., 1978 25. der Gesamtwertung. 1973 und 1980 war er ausgeschieden.